# Carl Blumenreuter
Carl (Schulz vermeldt: Karl) August Friedrich Blumenreuter (Berlijn, 16 november 1881 - Neustadt in Holstein, 11 juli 1969) was een Duitse apotheker en SS-Gruppenführer (generaal-majoor) en Generalleutnant in de Waffen-SS tijdens de Tweede Wereldoorlog. Hij was ook hoofdapotheker van de Schutzstaffel (SS-Chefapotheker). 

## Leven
Op 16 november 1881 werd Carl Blumenreuter in Berlijn geboren. Hij was de zoon van de verkoper Karl Kaufmann en zijn vrouw Ida Kaufmann (geboortenaam Kersten). Hij ging naar het Sophie-gymnasium in Berlijn en studeerde later voedingsmiddelenchemie. Blumenreuter meldde zich op 11 oktober 1904 aan als Einjährig-Freiwilliger bij de Deutsches Heer, en werd geplaatst bij het 2. Garde-Dragoner-Regiment „Kaiserin Alexandra von Rußland“. Hij diende tot 30 november 1905 in dit onderdeel.
Van oktober 1905 tot juni 1908 studeerde hij medicinale chemie aan de universiteiten van Marburg en Rostock. Op 1 juni 1908 behaalde Blumenreuter zijn staatsexamen in Rostock. Hij was lid van de studentenvereniging “Deutsche Landsmannschaft”. In november 1909 werd hij bevorderd tot Leutnant der Reserve in de Garde Train Abt. Hierna leefde hij vanaf november 1909 in Eisleben (Nikolaistraße 29).
In 1911 ontving hij zijn doctoraal (Dr. phil.)  na zijn een proefschrift “Über Derivate des p-Dimethylindigos”. Van 1912 tot 1923 was hij eigenaar van de Edwin Coja fabriek (Herrenstraße 16), waar farmaceutische en cosmetische preparaten geprepareerd werden.

### Eerste Wereldoorlog
Van 3 augustus 1914 tot 2 januari 1915 was hij officier in het Etappen-Sanitäts-Depot van het 4. Armee (4e Leger) in Marne. Blumenreuter nam van 6 tot 12 september 1914 deel aan de eerste slag bij de Marne. Hierna nam hij van 1 december 1914 tot 24 april 1917 deel aan de slag om de IJzer. Op 2 januari 1915 volgde zijn benoeming tot commandant van het Etappen-Sanitäts-Depot in Marne. Op 16 oktober 1915 werd Blumenreuter bevorderd tot Oberleutnant der Reserve.
Vanaf 12 februari 1916 werd Blumenreuter gecommandeerd naar het AOK (Armeeoberkommando) (Gasschutzdienst) (vrije vertaling: gasbeschermingsdienst) voor een speciale training in chemische oorlogsvoering aan het Kaiser-Wilhelm-Institut für Physikalische Chemie und Elektrochemie in Berlijn. Hierna werd hij vanaf 6 april 1916 teruggeplaatst naar het Etappen-Sanitair-Depot 4, en na training bij de troepen, werd hij als Hilfsgasschutz-Offizier (vrije vertaling: hulpgasbeschermingsofficier) ingedeeld in het AOK 4. Op 6 oktober 1916 werd Blumenreuter belast mit der Wahrnehmung der Geschäfte beauftragt (m. d. W. d. G. b.)  (vrije vertaling: met de waarneming van functie belast) van een stafofficier van de gasbescherming bij het AOK 4. Hij vervulde deze functie tot 9 januari 1917.
Hierna diende Blumenreuter vanaf 25 april 1917 als adjudant (m.d.W.d.G.b.) van een stafofficier van de gasdienst bij het AOK 4, hiervoor verliet hij wel zijn functie als commandant van het Etappen-Sanitäts-Depot. Hij diende tot 20 december 1918 in deze functie. Op 20 december 1918 werd Blumenreuter bevorderd tot Rittmeister der Reserve. Kort hierna werd hij door het Bezirkskommando Halle an der Saale ontslagen uit de Deutsches Heer.

### Interbellum
In 1923 verkocht Blumenreuter zijn firma Edwin Coja en ging tot 1927 als afdelingshoofd in de parfumfabriek Gustav Lohse werken. Hierna ging hij zelf onafhankelijk produceren, maar moest vanwege de economische recessie in 1931 de productie weer staken. Op 20 september 1929 trouwde Blumenreuter met Charlotte Lüdecke  (geboren Berlijn 30 april 1897), maar het echtpaar bleef kinderloos.
In 1931 werd Blumenreuter lid van de Stahlhelm, Bund der Frontsoldaten. Hierna werkte hij als apotheker vanaf 1931 tot 1935 voor de apotheker dr. Fisher in Berlijn. In november 1933 werd Blumenreuter lid van de Sturmabteilung. Hij werd als Gasreferant/SA-Rottenführer in de SA-Standarte R 28 geplaatst. Tegelijkertijd was Blumenreuter leraar aan de Luftschutzschule (vrije vertaling: luchtbeschermingsschool) Berlin-Prenzlauer Berg.
Op 10 april 1936 solliciteerde hij als apotheker bij de SS-Verfügungstruppe. Hij werd vanaf 1 juni 1936 als SS-Hauptsturmführer (kapitein) ingeschaald, en benoemd tot Hauptamtlicher Apotheker in der Sanitäts-Abteilung SS-Totenkopfverbände in Oranienburg (vrije vertaling: hoofdapotheker in de geneeskundige afdeling (SS-doodskopeenheden)).
Op 1 mei 1937 werd Blumenreuter lid van de NSDAP, ondanks het feit dat er sinds de zomer van 1933 een algemeen verbod op nieuwe toelatingen was. Dit was mogelijk door speciale regelgeving voor SS-leden. Op 12 september 1937 werd Blumenreuter bevorderd tot SS-Sturmbannführer (majoor). Hij was ook vanaf 1 december 1937 lid van de Lebensborn-vereniging.
Hij was leider van het SS-Hauptsanitätslager (belangrijkste medische depot) in Berlijn, en tegelijkertijd was hij ook chef van het instituut voor Nahrrungsmittelchemie van de SS. Op 9 november 1937 werd hij bevorderd tot SS-Obersturmbannführer (luitenant-kolonel).

### Tweede Wereldoorlog
Van 1 april 1940 tot 14 september 1943 was Blumenreiter Hauptabteilungsleiter der Abteilung III des SS-Sanitätsamtes im SS-Führungshauptamt (vrije vertaling: afdelingshoofd van de 3e afdeling van het SS-geneeskundig ambt in het SS-Führungshauptamt).
Op 1 september 1940 werd Blumenreuter benoemd tot Führer in der Sanitäts-Inspektion der Waffen-SS. (vrije vertaling: leider in de geneeskundige inspectie van de Waffen-SS). Hij werd op 1 september 1940 bevorderd tot SS-Standartenführer (kolonel).
Vanaf 14 september 1943 werd Blumenreuter als Sanitätszeugmeister toegevoegd aan de Persönlicher Stab (persoonlijke staf) van de Reichsarzt SS, deze functie behield hij tot het einde van de Tweede Wereldoorlog.
In april 1945 verplaatste Bleumenreuter zijn hoofdkwartier naar het noorden van Duitsland. Hij werd verrast door de snelheid van de opmars van de geallieerden, en werd op 3 mei krijgsgevangen genomen door de Britse troepen in de Baltische badplaats Grömitz/Holstein.

## Na de oorlog
Na de Tweede Wereldoorlog werd Blumenreuter geïnterneerd in het interneringskamp Neuengamme. In december 1946 werd hij vanwege gezondheidsredenen vrijgelaten uit de internering. Hierna woonde hij in Grömitz in Holstein. Blumenreuter werkte jarenlang als hoofd van een ziekenhuisapotheek in Grömitz.
Over het verdere verloop van zijn leven is niets bekend. Op 11 juli 1969 overleed hij in Neustadt in Holstein.

## Retrospect
Tijdens het artsenproces trad Blumenreuter als getuige op voor Dr. Karl Genzken en Dr. Joachim Mrugowsky. Hij legde alle verantwoordelijkheid bij Reichsarzt SS Ernst-Robert Grawitz, die in 1945 zelfmoord had gepleegd.
In 1947 vulde Blumenreuter de vragenlijst in die was uitgegeven door de Britse militaire regering voor zijn denazificatieproces. In tegenstelling tot alle feiten, schilderde hij zijn lidmaatschap van de SS af als het resultaat van dwang. Hij verklaarde verder dat hij geen lid was van de SS, maar als voormalig reserveofficier slechts lid van de Waffen-SS, en dus een normale soldaat. In juni 1949 werd zijn zaak in een openbaar sessie door de belangrijkste denazificatiecommissie in Oldenburg behandeld. Blumenreuter hield vast aan zijn strategie van exculpatie - voornamelijk op de verklaring dat hij onder dwang naar de SS was gekomen. De commissie accepteerde zijn uitleg en classificeerde de voormalige SS-generaal in categorie IV als een "Mitläufer". En Blumenreuter kreeg zelfs voor zijn werk in de zorg krediet van de commissie. Zijn activiteit in de SS-Totenkopfverbände en zijn verantwoordelijkheidsgebied voor de concentratiekampen werden daarentegen nooit besproken.

## Carrière
Blumenreuter bekleedde verschillende rangen in zowel de Allgemeine-SS als Waffen-SS. De volgende tabel laat zien dat de bevorderingen niet synchroon liepen.
| Datum                                            | Deutsches Heer               | Sturmabteilung               | Allgemeine-SS          | Waffen-SS                       |
| ------------------------------------------------ | ---------------------------- | ---------------------------- | ---------------------- | ------------------------------- |
| 1 oktober 1904                                   | Einjährig-Freiwilliger       | —                            | —                      | —                               |
| November 1909                                    | Leutnant der Reserve         | —                            | —                      | —                               |
| 16 oktober 1915                                  | Oberleutnant der Reserve     | —                            | —                      | —                               |
| 20 december 1918                                 | Rittmeister der Reserve a.D. | —                            | —                      | —                               |
| November 1933                                    | —                            | Gasreferent/ SA-Rottenführer | —                      | —                               |
| 1 juni 1936                                      | —                            | —                            | SS-Mann                | —                               |
| 1 juni 1936                                      | —                            | —                            | SS-Hauptsturmführer    | —                               |
| 12 september 1937                                | —                            | —                            | SS-Sturmbannführer     | —                               |
| 9 november 1937                                  | —                            | —                            | SS-Obersturmbannführer | —                               |
| 1 september 1940                                 | —                            | —                            | SS-Standartenführer    | —                               |
| 21 juni 1941                                     | —                            | —                            | —                      | SS-Oberführer in de Waffen-SS   |
| 9 november 1942                                  | —                            | —                            | SS-Brigadeführer       | Generalmajor in de Waffen-SS    |
| 4 november 1944 (met ingang van 9 november 1944) | —                            | —                            | SS-Gruppenführer       | Generalleutnant in de Waffen-SS |

## Lidmaatschapsnummers
- NSDAP-nr.: 5 916 887[4][16] (lid geworden 1 mei 1937[4][5])
- SS-nr.: 276 523[4][16] (lid geworden 1 juni 1936[4][7][5])

## Onderscheidingen
Selectie:
- IJzeren Kruis 1914, 1e Klasse[7][15][16] (17 augustus 1917[10][4][8]) en 2e Klasse[7] (22 maart 1915[10][1][4][8][3])
- Kruis voor Oorlogsverdienste, 1e Klasse[4][7][3]  en 2e Klasse[4][7][3]
- Erekruis voor Frontstrijders in de Wereldoorlog[16][7][16][3] in 1934[4]
- Landesorden[7][15][10]
- Ehrendegen des Reichsführers-SS[7][15][16][10][3]
- SS-Ehrenring[7][15][16][10][3]
- Hanseatenkruis Hamburg op 30 januari 1917[4][8][10][3]
- Ridder der Tweede Klasse in de Frederiks-Orde met Zwaarden op 20 april 1917[10][4][8][3]
- Ereteken van de Luchtbescherming, 1e Klasse[1][4][10][3]